# Dasylophus cumingi
Dasylophus cumingi là một loài chim trong họ Cuculidae.

## Tham khảo

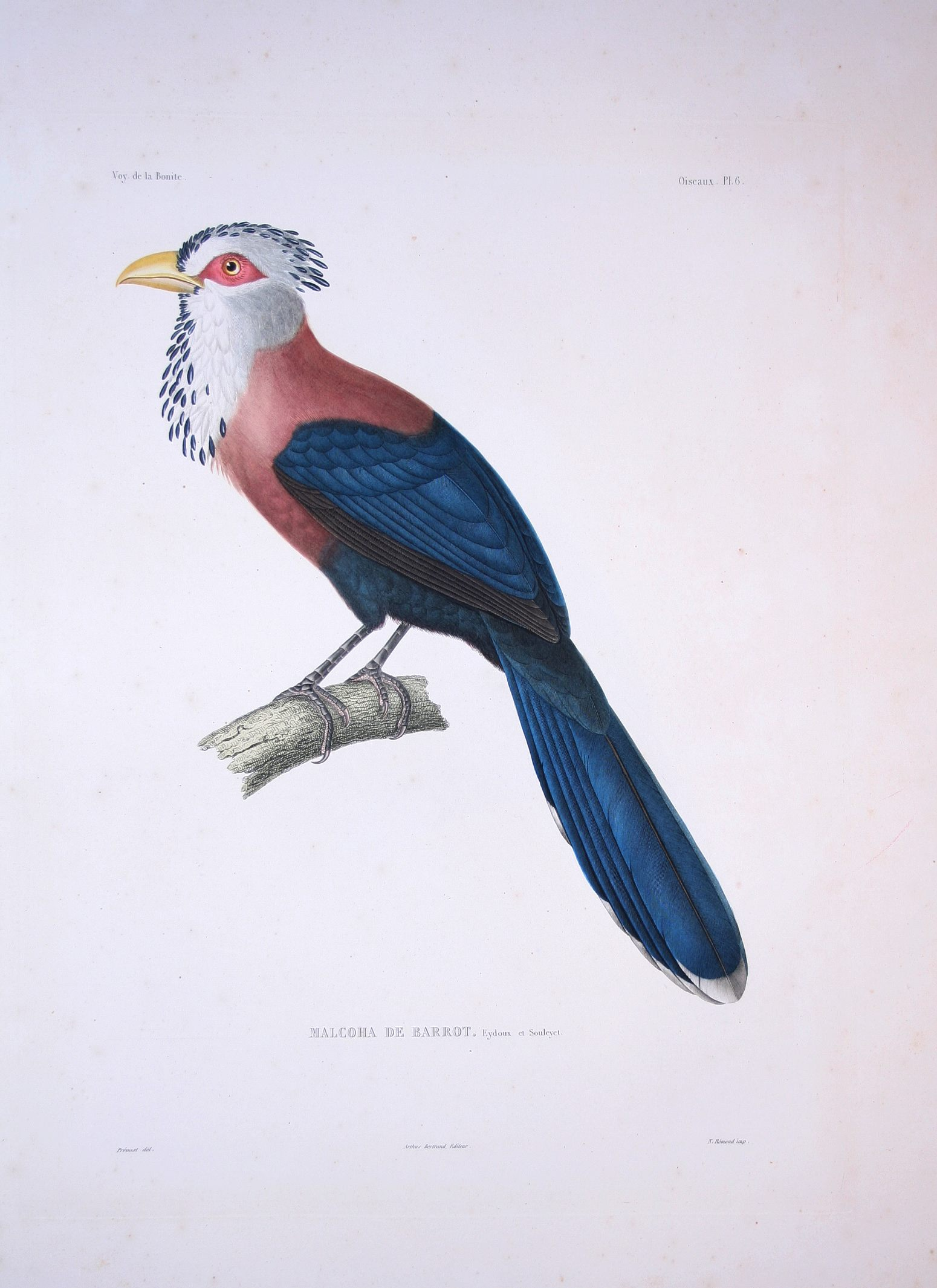
Dasylophus cumingi